# Nyctiophylax morsei
Nyctiophylax morsei là một loài Trichoptera trong họ Polycentropodidae. Chúng phân bố ở miền Tân bắc.